# Гіллсв'ю (Південна Дакота)
Гіллсв'ю (англ. Hillsview) — місто (англ. town) в США, в окрузі Макферсон штату Південна Дакота. Населення — 2 особи (2020).

## Географія
Гіллсв'ю розташований за координатами 45°39′43″ пн. ш. 99°33′38″ зх. д. / 45.66194° пн. ш. 99.56056° зх. д. (45.661967, -99.560657).  За даними Бюро перепису населення США в 2010 році місто мало площу 1,67 км², з яких 1,65 км² — суходіл та 0,02 км² — водойми.

## Демографія
Згідно з переписом 2010 року, у місті мешкали 3 особи в 1 домогосподарстві у складі 1 родини. Густота населення становила 2 особи/км².  Було 2 помешкання (1/км²).
Расовий склад населення:
| - 100,0 % — білих |

До двох чи більше рас належало 0,0 %. Частка іспаномовних становила 0,0 % від усіх жителів.
За віковим діапазоном населення розподілялося таким чином: 0,0 % — особи молодші 18 років, 100,0 % — особи у віці 18—64 років, 0,0 % — особи у віці 65 років та старші. Медіана віку мешканця становила 53,5 року. На 100 осіб жіночої статі у місті припадало 50,0 чоловіків;  на 100 жінок у віці від 18 років та старших — 50,0 чоловіків також старших 18 років.
Цивільне працевлаштоване населення становило 0 осіб. 